# ستاد الأمير محمد
ستاد الأمير محمد ملعب كرة قدم يقع في مدينة الأمير محمد في محافظة الزرقاء الأردنية، ويعتبر من أهم الملاعب في الأردن وتقام عليه أهم المباريات في المملكة. وهو يتسع إلى 15 ألف متفرج جزء من مقاعدة مظلل. ملعب كرة قدم منجل بقياسات دولية.

## التجهيزات
أهم التجهيزات للاستاد الذي استضاف عدد من مباريات كأس العالم للسيدات تحت 17 سنة 2016 هي:-
- مقاعد بلاستيكية تستوعب خمسة عشر ألف متفرج.
- مقصورة رئيسية تتسع إلى 150 متفرج.
- غرف غيار لللاعبين.
- غرفة الحكام.
- غرفة للإعلاميين.
- شاشة إلكترونية.
- مضمار لألعاب القوى.
- غرفة بث تلفزيوني.
- قاعة ضيافة.
- قاعة اجتماعات.
- غرفة للتحكم الإلكتروني.
- مركز للطب الرياضي.

## وصلات
- الموقع الرسمي لمدينة الأمير محمد للشباب

## معرض الصور

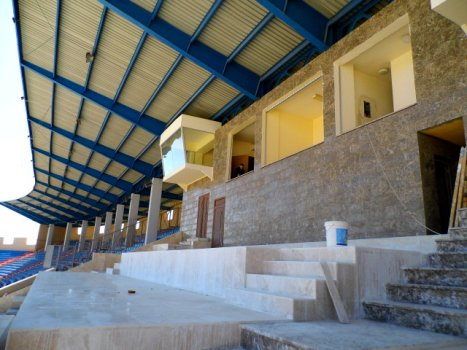
المقصورة الرئيسية في الملعب
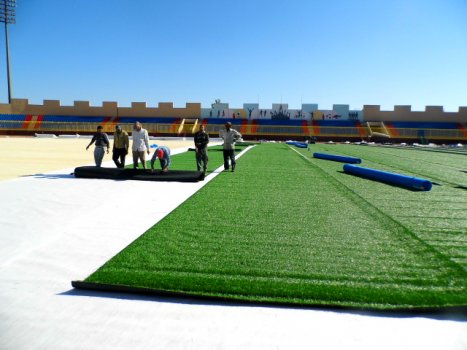
أرضية الملعب خلال فرشها بالعشب الصناعي